# Bhadrasana

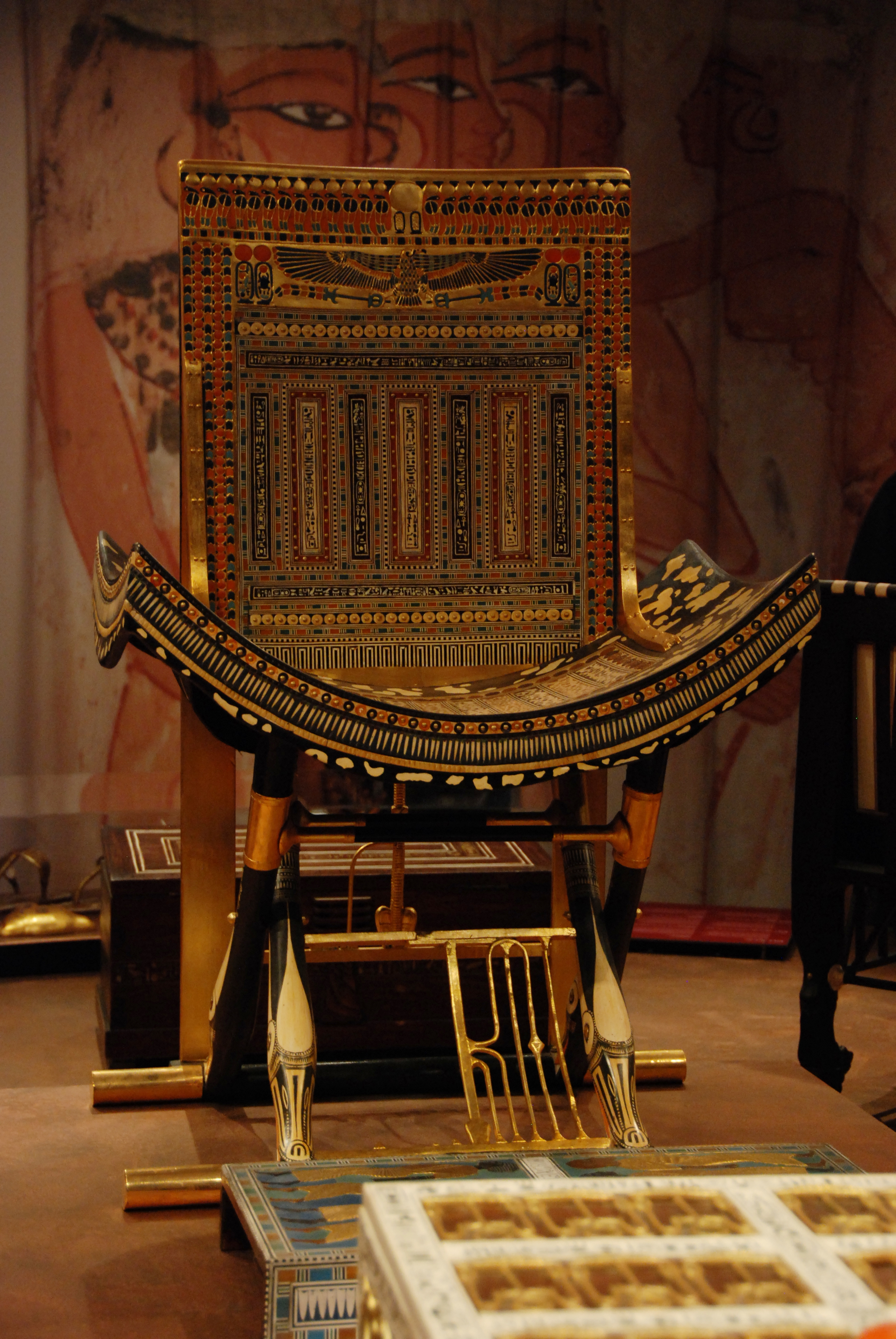
Dans l'imagerie populaire actuelle, le Bhadrasana ressemble à un trône antique en or, cependant moins décoré que celui-ci.

Le bhadrasana (ou, bhadraasana), est un des symboles auspicieux de la branche shvetambara du jaïnisme. Ils sont regroupés sous le nom de astamangala et sont au nombre de huit. Ce siège représente le siège sacré de l'humain qui a atteint le nirvana, l'illumination. Le bhadrasana est le siège de l'honneur, le trône du vainqueur de l'illusion du monde et de ses attraits matériels.